# ناحیه الاغواط
ناحیه الاغواط (به عربی: دائرة الأغواط) یک شهرستان در الجزایر است که در استان الاغواط واقع شده‌است.

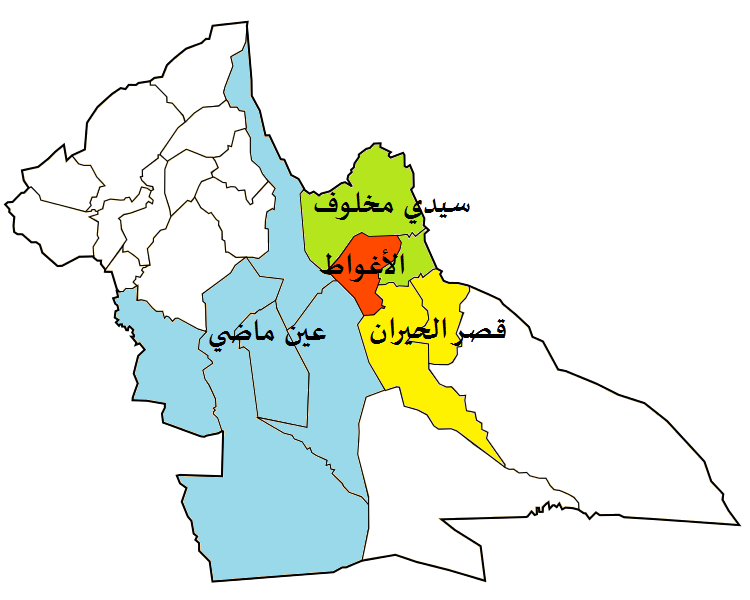
که در سال ۱۹۹۸ میلادی ۹۶٫۳۴۲ نفر جمعیت داشته و جمعیت آن در سال ۲۰۰۵ میلادی به ۱۲۶٫۲۹۱ نفر رسیده‌است